# Tal Shaked
Tal Shaked (Albuquerque, 5 febbraio 1978) è uno scacchista statunitense.
Nel 1991 diventò a 13 anni il più giovane vincitore del campionato dell'Arizona. Vinse diversi titoli giovanili statunitensi, tra cui il campionato cadetti (under 16) nel 1992 e il campionato juniores (under 20) nel 1995; in maggio del 1995 si classificò pari primo con Julian Hodgson e Walter Browne nel National Open di Las Vegas (Hodgson vinse per spareggio tecnico).
Nel 1997, dopo aver già ottenuto tre norme di Grande maestro, vinse il Campionato del mondo juniores (under 20) a Żagań in Polonia, superando tra gli altri il favorito Alexander Morozevich e Ruslan Ponomariov. Il titolo di GM gli fu assegnato ufficialmente nel corso di quell'anno.
Dopo essersi laureato in informatica all'Università dell'Arizona, nel 1999 abbandonò gli scacchi agonistici e attualmente lavora come sviluppatore di programmi per Google.